# Alper Mestçi
Alper Mestçi é um roteirista, diretor de cinema e autor turco.

## Biografia
Após iniciar sua carreira profissional em 1995, ele participou da edição, redação e direção de programas para ATVs como Sok, Beyaz Show e Zaga de Kanal D , HIZAR de Kanal 6 e dikkat sahan Çıkabilir, Zoka, BI é İçin lazim e Uzman Avı da TV8. Ele também trabalhou como colunista de Milliyet e Tempo.
Preparou o site anti-mídia / humor chamado Shockhaber.com com Hüseyin Özcan desde 2001, depois publicou o conteúdo humorístico disponível em seu site como três livros separados intitulados Saçmala, Radar Oldum e Takıntılar, respectivamente.
Sua carreira cinematográfica começou em 2006, quando a história de terror que ele preparou com Güray Ölgü e Şahan Gökbakar foi adaptada como filme e chegou aos cinemas.
Em 2015, ele se casou com o anfitrião de Gülhan'ın Galaksi Rehberi, Gülhan Şen.
| Filmes | Filmes                      | Filmes   | Filmes   | Filmes  | Filmes     | Filmes | Filmes                        |
| Ano    | Título                      | Gênero   | Função   | Função  | Função     | Função | Anotações                     |
| Ano    | Título                      | Gênero   | Produtor | Diretor | Roteirista | Outros | Anotações                     |
| ------ | --------------------------- | -------- | -------- | ------- | ---------- | ------ | ----------------------------- |
| 2006   | Gen                         | Suspense | não      | não     | não        | sim    | Narrador, produtor executivo. |
| 2007   | Musallat                    | Horror   | não      | sim     | sim        | NA     | [ 8 ]                         |
| 2009   | Estação de Kanal            | Comédia  | não      | sim     | não        | sim    | Narrador                      |
| 2010   | Sobre Harfliler: Marid      | Horror   | sim      | não     | não        | NA     | [ 10 ]                        |
| 2011   | Museu 2: Lanet              | Horror   | não      | sim     | sim        | NA     | [ 11 ]                        |
| 2013   | Sabit Kanca                 | Comédia  | não      | sim     | sim        | NA     | [ 12 ]                        |
| 2014   | SİCCÎN: Büyü Haramdır       | Horror   | não      | sim     | não        | NA     | [ 13 ]                        |
| 2014   | Sabit Kanca 2               | Comédia  | não      | sim     | não        | NA     |                               |
| 2015   | SİCCÎN 2                    | Horror   | não      | sim     | sim        | NA     |                               |
| 2016   | Sobre Harfliler 3: Karabüyü | Horror   | não      | sim     | sim        | NA     |                               |
| 2016   | SEÇÃO 3: Cürmü Aşk          | Horror   | não      | sim     | sim        | NA     |                               |
| 2017   | SİCCÎN 4                    | Horror   | não      | sim     | sim        | NA     |                               |
| 2018   | SİCCÎN 5                    | Horror   | não      | sim     | sim        | NA     |                               |
| 2019   | SİCCÎN 6                    | Horror   | não      | sim     | sim        | NA     |                               |